# Артур Њутон
Атрур Луис Њутон (енгл. Arthur Lewis Newton; Аптон, Масачусетс, 31. јануар 1883 — Вустер, Масачусетс, 19. јул 1950) био је амерички атлетичар, чија је специјалност била трчање маратона и трка са препрекама. Био је члан Њујоршког атлетског клуба.

## Спортска биографија
Артур Њутон учествовао је два пута на Летњим олимпијским играма 1900. у Паризу и 1904. у Сент Луису.
На Играма у Паризу 1900. Њутон је учествовао у две дусциплине: трчању са препрекама на 2.500 метара где је завршио као четврти и у маратонској трци пети.
Кроз четири године на домаћем терену у Сент Луису учествује у три дисциплине и у све три осваја медаље. У екипној трци на 4 миље освојио је златну медаљу. Поред њега у екипи су трчали:Џорџ Андервуд, Пол Пилгрим, Хауард Валентајн и Дејвид Мансон. У остале две дисциплине маратону и 2.590 метара препреке освојио је бронзане медаље. 